# Caroline Friederike Friedrich
Pour les articles homonymes, voir Friedrich.
Caroline Friederike Friedrich, née à Friedrichstadt le 4 mars 1749, et morte à Dresde le 20 janvier 1815, est une femme peintre allemande, connue pour ses peintures de fleurs.
Elle était peintre à la cour, et membre de l'Académie de Dresde. Elle a produit de nombreux tableaux de bouquets, réalisés en peinture à l'eau et à l'huile.

## Galerie

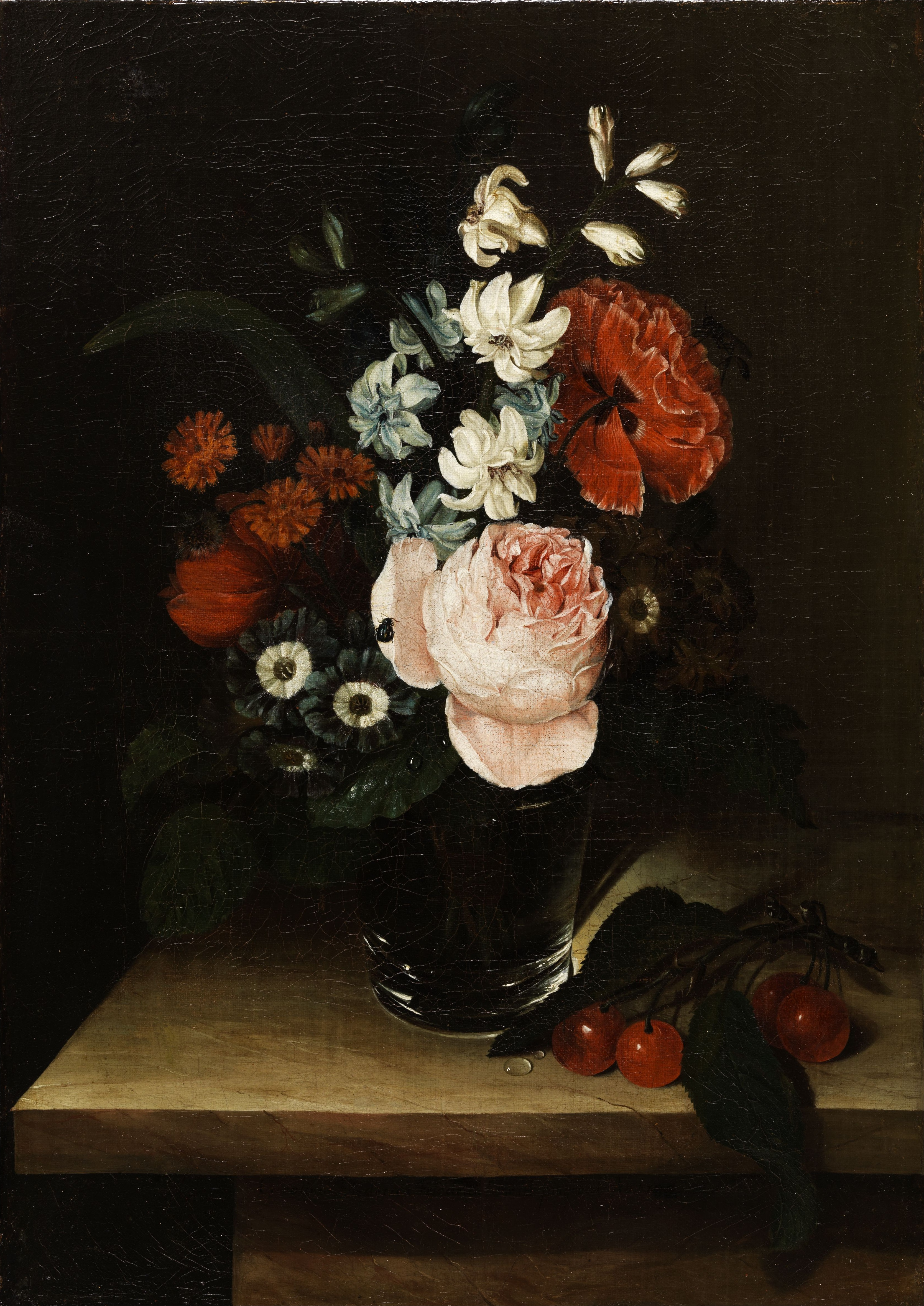
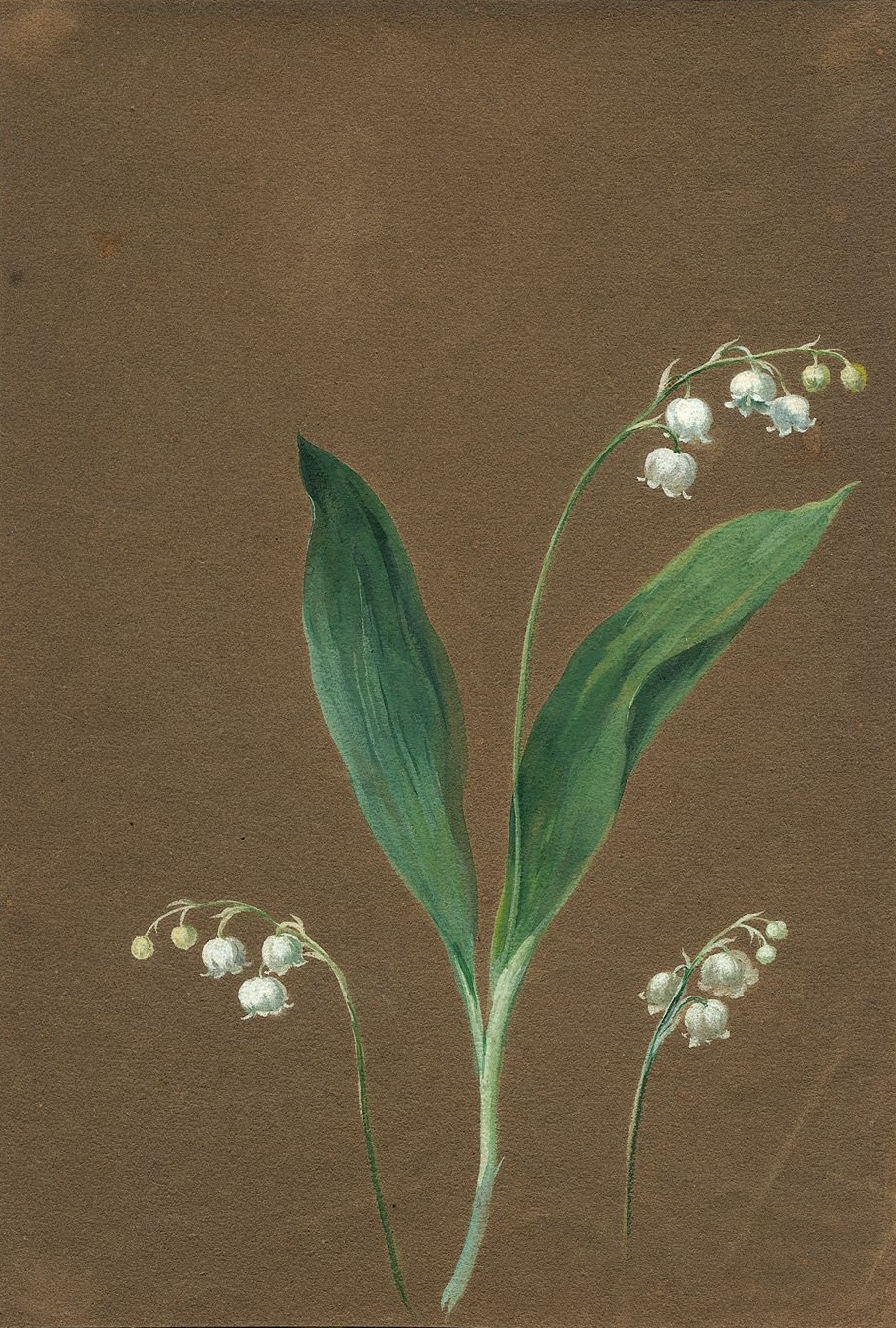
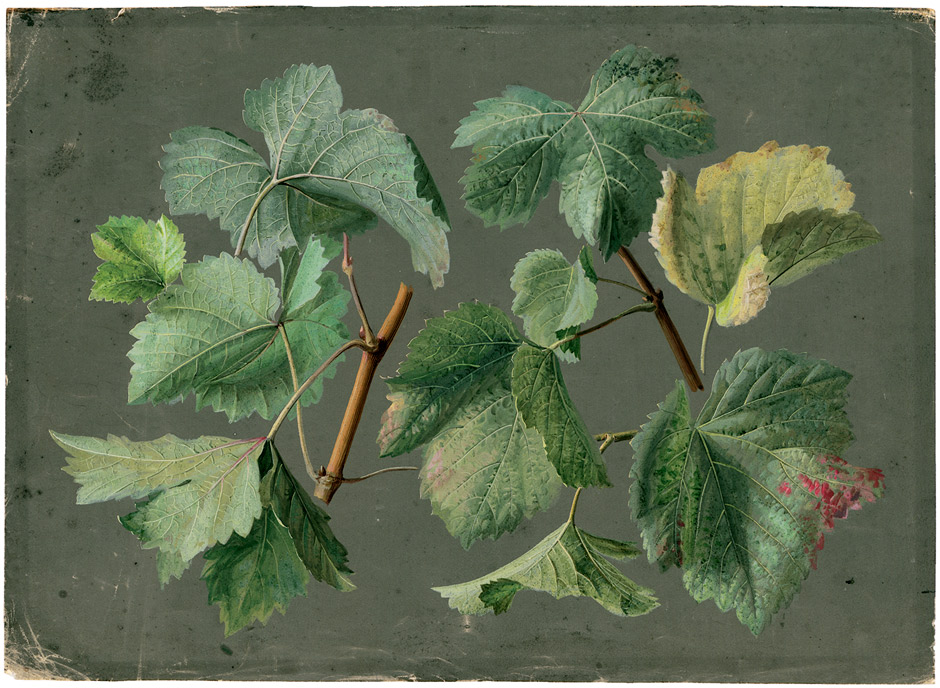